# Мистецтво жити в Одесі
«Мисте́цтво жи́ти в Оде́сі» (рос. «Искусство жить в Одессе») — український радянський художній фільм режисера Георгія Юнгвальд-Хількевича, що вийшов в 1989 році. Фільм знятий за мотивами «Одеських оповідань» Ісаака Бабеля.

## Сюжет
За основу взято «Одеські розповіді», в центрі сюжету — Беня Крик (Сергій Колтаков) зі своїми налітниками. Весь фільм складається з відомих сценок, епізодів. Бандити, як їм і належить, грабують, а інше єврейське населення займається щоденним виживанням.
Фінал фільму змінений у порівнянні з творами Бабеля: Беня Крик не створює власний «революційний загін» і не гине в безодні Громадянської війни, а втікає в еміграцію.

## У ролях
- Олексій Петренко — Фроїм Грач
- Сергій Колтаков — Беня Крик
- Андрій Соколов — Саша Боровий
- Олег Табаков — Цудечкіс
- Світлана Крючкова — Хава Цудечкіс
- Віктор Авілов — Владислав Сімен
- Софія Кузева — Катя
- Олександр Ширвіндт — Тартаковський
- Зиновій Гердт — Ар'є Лейб
- Сергій Мигицко — Моня-артилерист
- Наталія Позднякова — Баська
- Михайло Боярський — гіпнотизер
- Олег Школьник —  Миша Яблочко
- Гія Лежава — Ося Грузин
- Юрій Кузнєцов — Сеня Пятирубель
- Арніс Лицитис — Коля Штифт
- Євген Полинчук — Левка Кацап
- Юрій Дубровін — Савка Буціс
- Віктор Павловський — Гриша Паковськой
- Володимир Мальцев — Хаїм Дронг
- Семен Фурман — Арон Пескин
- В'ячеслав Цой — китаєць Лі
- Борислав Брондуков — 1-й чекіст
- Дмитро Чубаров — 2-й чекіст
- Г. Астахов — Моїсейка
- Юрій Рудченко — Мотя
- Марія Капніст — Маня
- Вікторія Фролова — Любка Козак
- Сергій Бехтерєв — Йосип Мугинштейн
- Анна Лисянська — тітка Песя
- Діти Цудечкіса: Юлія Швабська, Коля Хмельов, Ваня Цісляк, Денис Калашников

## Знімальна група
- Автори сценарію: Георгій Ніколаєв, Георгій Юнгвальд-Хількевич, з використанням мотивів творів Ісаака Бабеля
- Режисер-постановник: Георгій Юнгвальд-Хількевич
- Оператори-постановники: Фелікс Гілевич, Віктор Ноздрюхін-Заболотний
- Художник-постановник: Наталя Ієвлева
- Композитор, диригент, автор текстів пісень і виконавець: Олександр Градський
- Одеські блатні пісні виконує Володимир Мальцев
- Звукооператор: Ганна Подлєсна
- Редактор: Тамара Хміадашвілі
- Монтажер: Ірина Блогерман
- Костюми: Валентин Юдашкін, Тетяна Трелюдова, Тетяна Чапаєва, Т. Мартинова, Л. Стронська
- Грим: Павло Орленко, К. Війк, З. Губіна
- Комбіновані зйомки:
  - оператор — А. Сидоров
  - художник — Олексій Бокатов
- Художники-декоратори: Н. Носков, Віктор Фомін
- Директор картини: Олександр Бойко

## Анахронізми
Впродовж фільму Беня Крик використовує пістолет Кольта M1911, який з'явився у 1911 році, в той час як дія фільму відбувається в 1910 році.